# Kobieta Pracująca
Kobieta Pracująca – fikcyjna postać grana przez aktorkę Irenę Kwiatkowską, jedna z bohaterek serialu Czterdziestolatek (1974–1978) oraz filmu Motylem jestem, czyli romans 40-latka (1976). Pojawia się również w kontynuacji serialu, czyli w Czterdziestolatek. 20 lat później (1993).
Irena Kwiatkowska grając Kobietę Pracującą stworzyła jedną z najlepszych kreacji w swojej karierze aktorskiej oraz jedną z najlepiej zapamiętanych przez publiczność ról w Czterdziestolatku.

## Opis postaci
Kobieta Pracująca pojawia się epizodycznie w każdym odcinku serialu Czterdziestolatek w niespodziewanym momencie, wykonując za każdym razem inny zawód, który ma związek z fabułą odcinka lub potrzebami bohaterów. Wygłasza przy tym zwykle krótki monolog, dzieląc się z bohaterami swoją mądrością życiową i erudycją. Zazwyczaj przy tym podkreśla: „...ja jestem kobieta pracująca – żadnej pracy się nie boję”.
Według słów z 1. odcinka Kobieta Pracująca miała mieć rzekomo "równo 32 lata" (w kręconym rok później odcinku 9. jest mowa o 33 latach). Jej postarzały wygląd miał być właśnie efektem ciężkiej pracy („na wygląd trzeba zapracować”), ale niezmiennie cieszyła się dobrym zdrowiem (Irena Kwiatkowska w chwili rozpoczęcia kręcenia serialu miała 62 lata).
Kobieta Pracująca jest humorystycznym symbolem emancypacji kobiet. Nawiązuje tym do bohaterek propagandy realnego socjalizmu, jak kobieta na traktorze czy Lodzia milicjantka. Pomimo propagandowego w założeniu charakteru Czterdziestolatka odegrana przez Kwiatkowską postać stała się jednak raczej symbolem wszechstronności i zaradności polskich kobiet w tamtym czasie, a nie pracy socjalistycznej. 
Kobieta Pracująca jest najwidoczniej niezamężna i bezdzietna, optymistycznie nastawiona do rzeczywistości i pozornie oddana tylko pracy zawodowej. Jednak poprzez nieumiejętność utrzymania się dłużej w jednym zawodzie lub zakładzie pracy stanowi raczej antyprzykład idealnej pracownicy. 
Zwrot „kobieta pracująca” stał się w języku polskim (często w złożeniu „ja jestem kobieta pracująca, żadnej pracy się nie boję”) popularnym określeniem osoby (nie tylko kobiety) wszechstronnej zawodowo, która nie boi się wyzwań, np. zmiany zawodu lub podjęcia nowej pracy. Mówił tak o sobie np. Lech Wałęsa.
Irena Kwiatkowska grała również pielęgniarkę we wcześniejszym filmie Jerzego Gruzy pt. Dzięcioł, w którym można dostrzec zalążki budowania postaci Kobiety Pracującej.
W kontynuacji serialu, czyli Czterdziestolatek. 20 lat później Irena Kwiatkowska również zagrała Kobietę Pracującą.
Postać pojawiła się także, razem z Andrzejem Kopiczyńskim i Leonardem Pietraszakiem w reklamie proszku piorącego Pollena 2000 w latach 90.

## Wcielenia Kobiety Pracującej
W sumie w serialu Czterdziestolatek i filmie pokazane lub wymienione są 64 zawody, stanowiska lub zajęcia, których imała się Kobieta Pracująca (nie licząc kontynuacji):

### w serialu
1. Roznosicielka mleka
2. Specjalistka od uszczelniania okien taśmą metalową
3. Inkasentka z gazowni-elektrowni
4. Ajentka PZU
5. Sprzedawczyni cielęciny
6. Oferuje „domokrążne szycie spodni z materiałów powierzonych”
7. Sprzątaczka w Instytucie Socjologii Uniwersytetu Warszawskiego
8. Listonoszka i kontrolerka biletów
9. Ekspert samochodowy PZMotu; wykonuje też prace zlecone dla spółdzielni „Dzianina”
10. Wymienia uszczelki
11. Kominiarz
12. Sąsiadka z piętra
13. Pomoc domowa z ogłoszenia
14. Jednoosobowa „trójka szkolna”
15. Sprzedawca-rzeczoznawca w Desie
16. Inspektor do walki z radio- i telepajęczarstwem
17. Stewardesa
18. Ochotniczka w Ochotniczym Komitecie Opieki nad Żonami Rezerwistów
19. Operator koparki
20. Naganiacz na polowaniu
21. Ogrodnik w parku szpitalnym

### w filmieMotylem jestem, czyli romans 40-latka
- Nadinspektor schodów ruchomych na dworcu Warszawa Centralna

### Inne prace wymieniane w serialu
W prawie każdym odcinku (poza odcinkami 10., 13., 18. i 19.) Kobieta Pracująca, prócz wykonywania aktualnej pracy wspomina przynajmniej jedno inne zajęcie, które wykonywała w przeszłości. Są to:
- odc. 1  Barmanka, pracowała w pogotowiu.
- odc. 2  Pracownik pralni chemicznej, statystka grająca stepującą zagraniczną turystkę w sztuce "Romans biurowy"
- odc. 3  Protokolantka w sądzie, kelnerka w "Stołecznej Centrali Zdrad Małżeńskich"
- odc. 4  Zaopatrzeniowiec na budowie, higienistka, formierz (odlewnik), giser (wykwalifikowany rzemieślnik warsztatu odlewniczego), striptizerka ekscentryczna Rosita Blanca y Valencia w restauracji "Krab" na Wałach Chrobrego w Szczecinie, konduktorka w tramwaju, piosenkarka w zespole Cztery Proste i Elipsa, rzeźbiarka zajmująca się chałupniczą rzeźbą ludową w drewnie
- odc. 5  Kierowca w Sanepidzie, bileterka w kolejce linowej na Kasprowy Wierch, kaskaderka grająca w filmie
- odc. 6  Młodsza fryzjerka u fryzjera Gabriela
- odc. 7  Mieszarka w cukierni Bliklego
- odc. 8  Nocna kontrolerka biletów ("kanarzyca"), ławnik w sądzie, pracownica zajmująca się miniaturyzowaniem ściągaczki dla doktorantów matematyki, kuchcik "na większych jednostkach pływających", pracuje nad teorią roszenia szyb w warunkach europejskich.
- odc. 10 Powiernik w telefonie zaufania, doradca w poradni zdrowia psychicznego, pracownik obsługujący maszyny matematyczne
- odc. 11 Asystentka i księgowa słynnej Widzącej z Brzozowa
- odc. 12 Pracownica obsługująca elektroniczny owerlok, pomoc domowa u prof. Nowowiejskiego cyt.: "rolę kobiety w domu może wykonywać tylko kobieta"
- odc. 14 Pracownik kolumny specjalnej do walki z nielegalną fermentacją alkoholu, strażak gaszący pożary lasów, bliżej nieokreślony dyrektor (z przypadku) i p.o. dyrektora cyt.: " byłam dyrektorem, dwukrotnie, raz przez pomyłkę".
- odc. 15 Modelator w Małopolskiej Fabryce Mebli Antycznych cyt.: " ...bo robili mało polskich", modelka pozująca do słynnej serii obrazów białej damy, krupier w nielegalnym domu gry w Nowym Sączu
- odc. 16 Brakarz w Zakładzie Przemysłu Bawełnianego im. Szymona Harnama
- odc. 17 Specjalistka do walki z piractwem powietrznym, przewodnik (pilot) po grocie solnej w kopalni w Wieliczce, pilot transportów z niebezpiecznym ładunkiem
- odc. 18 plantuje teren pod wielkie budowy
- odc. 20 Zbieracz czarnych jagód w spółdzielni pracy Las
- odc. 21 Młody kuśnierz w zakładzie kuśnierskim należącym do ojca prof. Zubera, zmianowa w Zakładach Przemysłu Cukierniczego 22 Lipca (d. E. Wedel), matka chrzestna barki wiślanej " Dziewanna".